# Fechterbrunnen

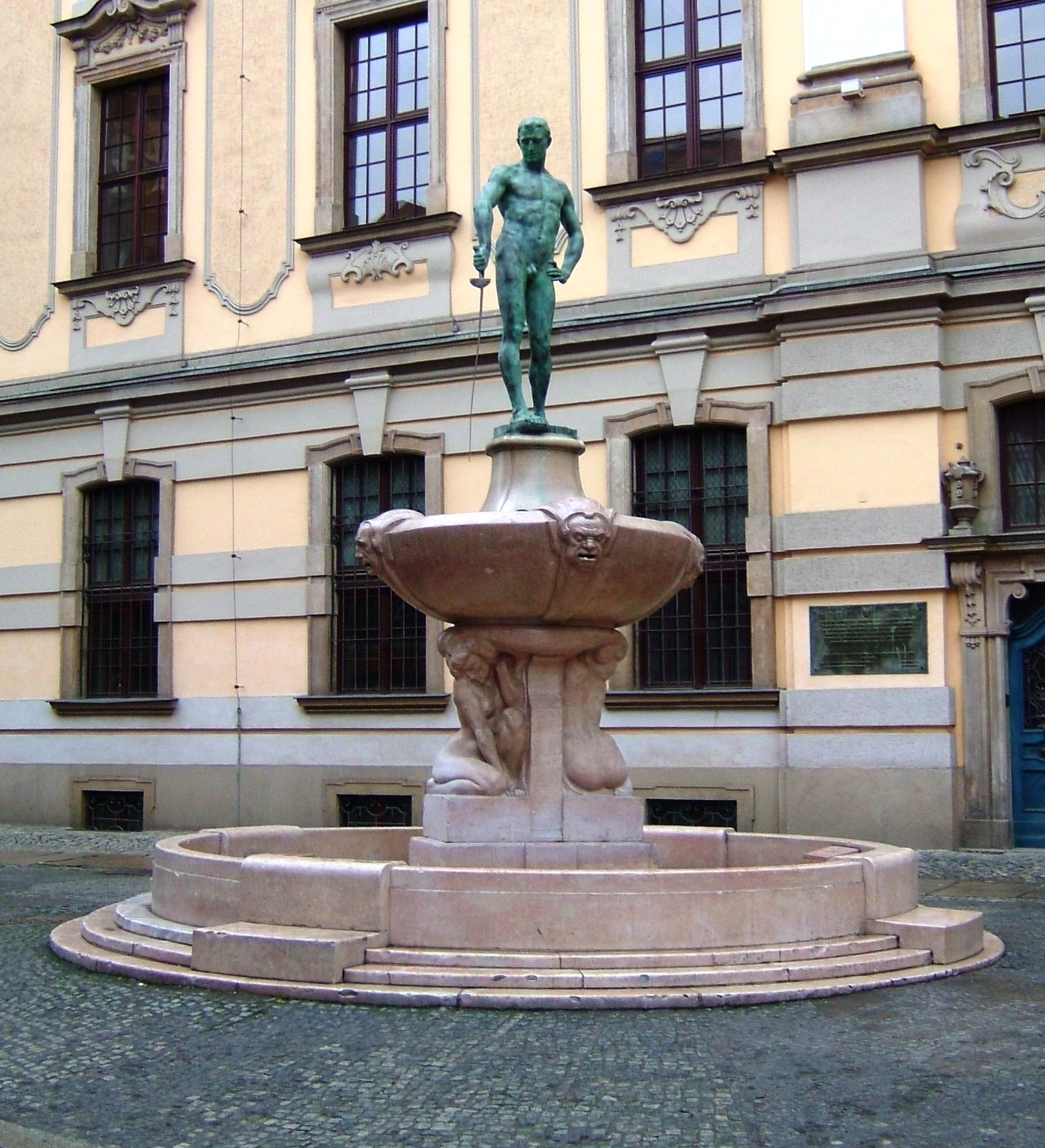
Der Fechterbrunnen

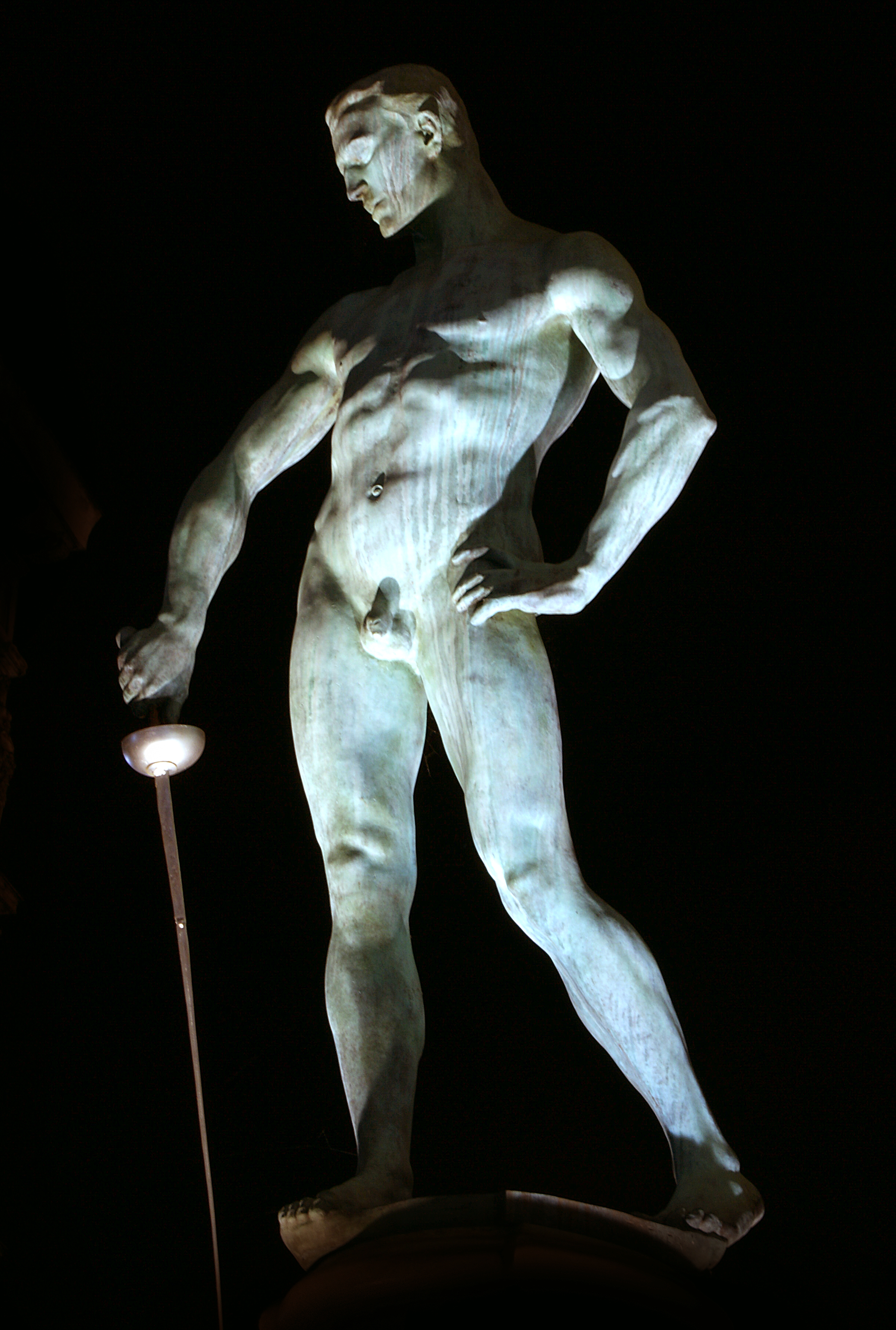
Die Fechterstatue bei Nacht

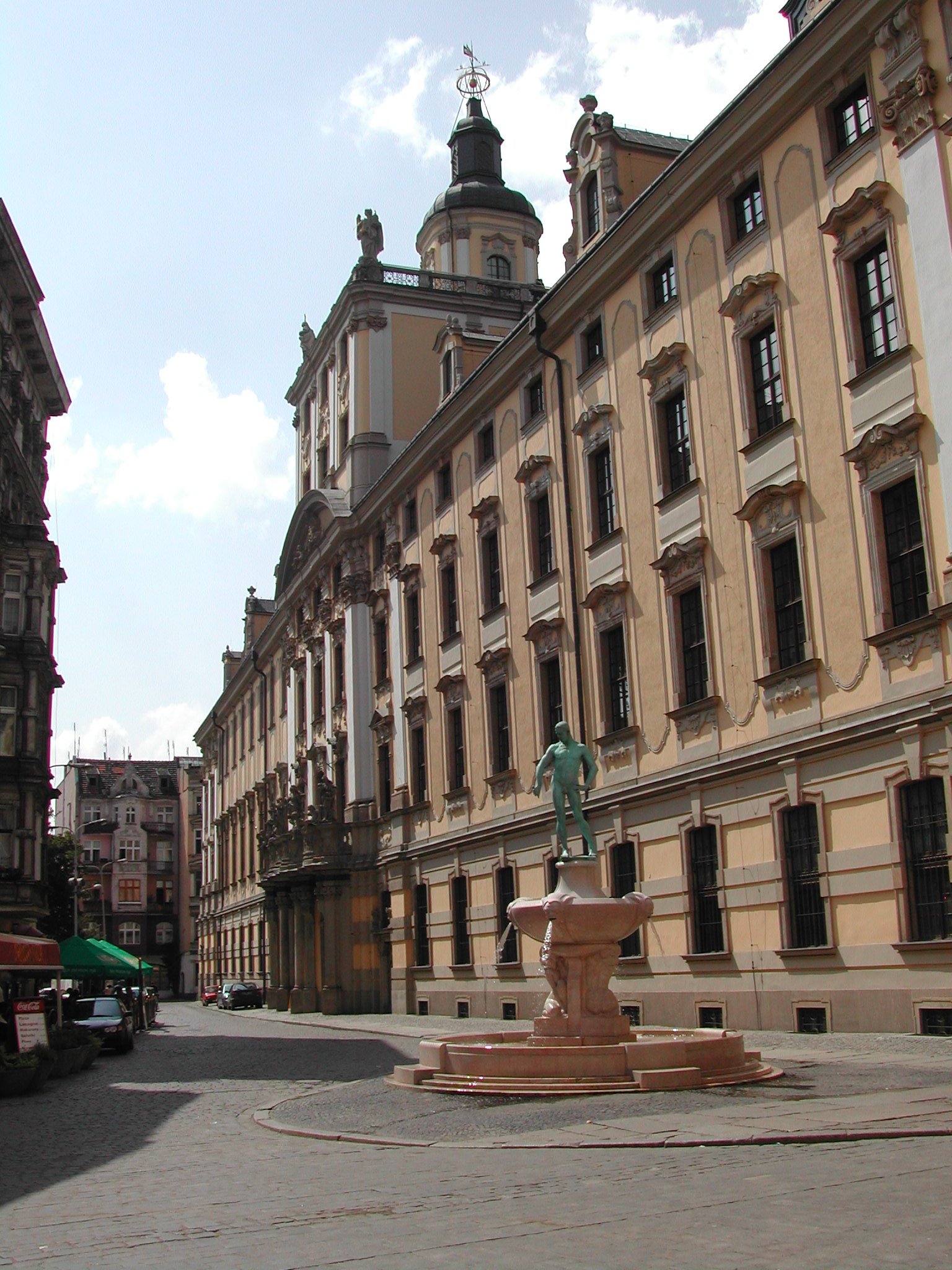
Lage des Brunnens vor dem Universitätsgebäude

Der Fechterbrunnen (polnisch Fontanna Szermierz) in Breslau ist ein von 1901 bis 1904 von Hugo Lederer geschaffenes und am 26. November 1904 enthülltes Denkmal.

## Lage
Der Brunnen befindet sich auf dem Universitätsplatz an der Südostseite der Universität Breslau.

## Ausführung
Das Denkmal besteht aus einem kreisförmigen Becken aus Marmor, in dessen Mitte ein Marmorsockel mit zwei Skulpturen sitzender, nackter Frauen. Sie tragen eine Marmorschale, auf deren Seite vier Masken zu sehen sind, aus deren Mündern Wasser fließt. Die von Lederer geschaffene lebensgroße Brunnenfigur aus Bronze stellt einen nackten Jüngling dar. Dieser hat in der rechten Hand ein Florett. Die linke Hand ist in die Hüfte gestützt.

## Kopien
Von der Figur des Fechters (ohne den Brunnen) wurde 1903 von der Gießerei Aktiengesellschaft vormals Hermann Gladenbeck in Berlin-Friedrichshagen eine verkleinerte Kopie hergestellt. Die in patinierter Bronze ausgeführte Figur hat eine Höhe von 91,5 cm.
Außerdem gibt es von der Figur des Fechters eine lebensgroße Kopie. Diese wurde von Lederer 1923 im Auftrag des damaligen Generaldirektors Carl Duisberg der Bayer AG geschaffen. Die Figur steht heute vor der Kurt-Riess-Sportanlage in Leverkusen-Küppersteg.

## Trivia
- Im Volksmund hieß die Figur des Fechters „Säbeljürge“. Es handelt sich um ein Wortspiel, veranlasst durch den Neptunbrunnen auf dem Breslauer Neumarkt, dessen Figur nach der von Neptun in der Hand gehaltenen Gabel als „Gabeljürge“ bezeichnet wurde.
- Bei den wasserspeienden Figuren soll es sich um Porträts Breslauer Professoren handeln.
- Vergoldete (verkleinerte) Kopien der Figur werden von der Universität Breslau an verdiente Förderer der Universität als Zeichen der Anerkennung verliehen.[1]
- Der Legende nach soll Lederer als Student in Breslau betrunken gemacht worden sein und bis auf seine Waffe im Kartenspiel seine gesamte Kleidung verloren haben. Das später von ihm geschaffene Denkmal sei deshalb eine Warnung vor übermäßigem Alkoholgenuss.[1]
- Die Spitze der Waffe stützt der Fechter vor seinen Beinen auf den Boden, die Klinge ist deshalb leicht durchgebogen. Es kommt jedoch immer wieder vor, dass die Waffe verbogen oder sogar entwendet wird.